# پرواز ۳۱۱ تای ایرویز اینترنشنال
پرواز ۳۱۱ هواپیمایی تای ایرویز اینترنشنال پروازی از فرودگاه بین‌المللی دن موئنگ، بانکوک، تایلند به مقصد فرودگاه بین‌المللی تریبهوان، کاتماندو، نپال در سی و یکم ژوئیه ۱۹۹۲ بود. این هواپیما در هنگام فرود در باند فرودگاه کاتماندو، در ۳۷ کیلومتری فرودگاه با کوه‌های شمال کاتماندو که متصل به مرتفع‌ترین نقطه جهان یعنی هیمالیا است، با سرعت ۳۰۰ نات (۵۶۰ کیلومتر بر ساعت) برخورد و سقوط کرد. این حادثه اولین حادثه، اولین اتلاف بدنه هواپیما و بدترین سانحه هوایی در زمان خود (اکنون جهارمین) برای ایرباس ای۳۱۰ و بدترین سانحه هوایی نپال در زمان خود (اکنون دومین) است.

## هواپیما و خدمه
اولین پرواز این هواپیما در تاریخ ۲ اکتبر ۱۹۸۷ بود و سپس با علامت ثبت C-FGWD وارد شرکت هواپیمایی واردایر شد. واردایر یک شرکت هواپیمایی کانادایی خریداری شده توسط کنیدین ایرلاینز در سال ۱۹۸۹ بود که زیر نظر این شرکت (کندیدین ایرلاینز) فعالیت می‌کرد. سپس این هواپیما در تاریخ ۱۵ ژانویه ۱۹۹۰ با همان علامت ثبت وارد شرکت مادر شد. بعد از مدت کوتاهی، این هواپیما به تای ایرویز اینترنشنال فروخته و در تاریخ ۹ مه ۱۹۹۰ تحویل این شرکت گردید و علامت ثبت آن به HS-TID تغییر یافت.
موتور این هواپیما از نوع جنرال الکتریک سی‌اف۶ بود.
در زمان پرواز این هواپیما کمتر از ۵ سال (۴ سال و ۱۰ ماه) سن داشت. خلبان این هواپیما پریدا سوتیمای ۴۱ ساله و کمک خلبان فونفَت بونیایِی ۵۲ ساله به همراه ۱۲ مهماندار و ۹۹ مسافر بودند.

## شرح حادثه
پرواز ۳۱۱ صبح ساعت ۱۰:۳۰ به وقت محلی تایلند بانکوک را ترک کرد و قرار بود در ساعت ۱۲:۵۵ به وقت محلی نپال به کاتماندو برسد. پس از ورود به حریم هوایی تپال با برج مراقبت کاتماندو تماس برقرار کرد که در آن زمان برج مراقبت کاتماندو مجهز به رادار نبود و مراقب پرواز بر اساس گفته‌های خلبانان محل هواپیما را تخمین می‌زد. آنها در ابتدا می‌خواهند که از باند ۰۲ (جنوبی) فرودگاه تقرب کنند و فرود بیایند و برج مراقبت در ابتدا اجازه فرود به آنها را می‌دهد. اما کمی بعد برج مراقبت باند فرود آنهار ار به باند ۱۲۰ (شمالی) تغییر می‌دهد. خلبان نیز بخاطر دید کم و سختی در فرود (ابتدا باید باند را از نزدیک کوه‌های شمالی کاتماندو دور می‌زد و سپس فرود می‌آمد)، طبق صداهای ضبط شده در جعبه سیاه هواپیما، از کمک خلبان درخواست می‌کند تا میزان سوخت موجود برای فرود در کلکته، هند بررسی کند که در این هنگام برج مراقبت اعلام می‌کند که باند جنوبی قابل استفاده است و می‌توانند در آن فرود بیایند خدمه نیز در حال انجام کارهای برای فرود متوجه می‌شوند که بالچه‌های هواپیما در زاویه مناسب (۱۵ درجه) قرار نمی‌گیرد و چون زاویه بالچه‌ها برای فرود در فرودگاه کاتماندو بسیار مهم است، اعلام نقض فنی می‌کنند و درخواست فرود در کلکته را می‌کنند. اما کمی بعد مشکل بالچه‌ها برطرف می‌شود و آنها دوباره می‌خواهند که فرود بیایند، اما چون فاصله‌شان از فرودگاه کم و ارتفاعشان زیاد بود. اعلام می‌کنند که به رومئو بازمی‌گردند تا فرودی دوباره انجام دهند. در ابتدا سیستم ناوبری هواپیما مسیر برا رفتن به رومئو را نشان نمی‌داد اما بعد مشکل حل و مسیر آنها را از سمت چپ نشان می‌دهد. آنها از برج مراقبت درخواست چرخش به سمت چپ را داشتند، اما چون جوابی از برج مراقبت دریافت نکردند. خلبان با قاطعیت اعلام گردش از سمت راست را می‌کند. اما خلبان بدون آنکه متوجه شود، هواپیما را طوری هدایت می‌کند که یک دور کامل زده و سپس مسیری مستقیم به سمت کوه‌های شمال طی می‌کنند. در این هنگام سیستم هشدار نزدیک شده به زمین (GPWS) به صدا در می‌آید و کمک خلبان از خلبان می‌خواهد که دور بزند؛ ولی خلبان آن را اشتباه و نقض فنی فکر می‌داند که در آخر هواپیما در ساعت ۱۲:۴۵:۲۶ به وقت محلی نپال با سرعت ۳۰۰ نات (۵۶۰ کیلومتر بر ساعت) در ارتفاع ۱۱۵۰۰ پا (۳۵۰۵ متر) به کوه‌های منطقه لانگتانگ در فاصله ۳۷ کیلومتری شمال کاتماندو برخورد می‌کند.

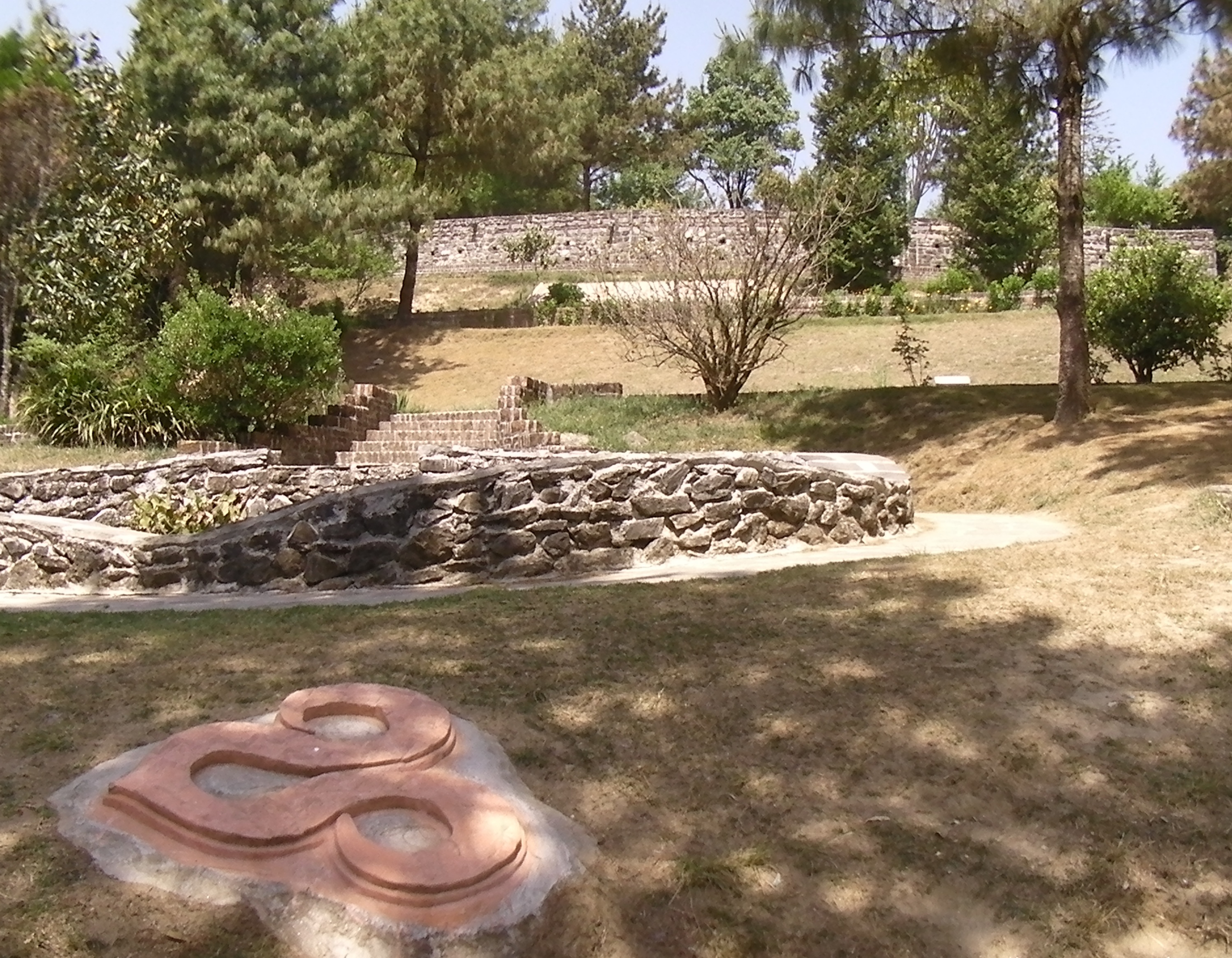
پارکی برای یاد بود، نپال

## علت حادثه
دلایل زیادی برای سقوط این هواپیما مانند (بازنشدن بالچه‌ها، عدم کارکردن سیستم ناوبری) اعلام شد اما این مشکلات در هنگام پرواز برطرف شده بودند.
علت اصلی حادثه عدم تقسیم وظایف متناسب بین خلبان و کمک خلبان، فشار کاری زیاد بر روی خلبان و ارتباط و گفتگوی نامناسب بین آنها بود. همچنین در مواردی برقراری تماس با برج مراقبت (که وظیفه کمک خلبان است) توسط خلبان انجام گرفته بود. مواردی مانند مشکلات زبانی، تماس رادیویی با اختلال بخاطر وجود کوه‌ها، نبود رادار در فرودگاه کاتماندو و کم تجربه بودن مسئول برج مراقبت (تنها تجربه کاری ۹ ماهه داشت) در این حادثه دخیل بودند.

## تحقیق و جستجو
کارشناسان این سانحه متشکل از اداره حمل و نقل هوایی نپال، کارشناسان شرکت ایرباس وهیئت ایمنی حمل و نقل کانادا بودند. ابتدا فرضشان بر این بود که هواپیما در ناحیه جنوبی فرودگاه سقوط کرده‌است. اما تعدادی از ساکنان منطقه شمالی بعد از چند روز بخاطر اینکه وسیله ارتباطی نداشتند، خود را به کارشناسان رساندند و اعلام کردند که صدای سقوط هواپیما را در منطقه شمالی شنیده‌اند. تحقیق و جستجو در مناطق شمالی مشکلاتی مانند مرتفع بودن کوه‌ها سختی در صعود و محدود بودن وقت برای تقیق و جمع‌آوری لاشه و نبود هوای کافی در ارتفاع بالا وجود داشت.
همچنین در مستند پیام اضطراری در قسمت (هواپیمای گم شده) اشاره شده‌است که یکی از کارشناسان بریتانیایی از طرف شرکت ایرباس گوردون کراپس در هنگام صعود به محل حادثه به علت هیپوکسی جان خود را از دست می‌دهد.

## ملیت خدمه و مسافران
| ملیت                | مسافر | خدمه | مجموع |
| ------------------- | ----- | ---- | ----- |
| استرالیا            | ۱     | ۰    | ۱     |
| الگو:پرجم           | ۵     | ۰    | ۵     |
| کانادا              | ۲     | ۰    | ۲     |
| فنلاند              | ۵     | ۰    | ۵     |
| آلمان               | ۴     | ۰    | ۴     |
| اسرائیل             | ۲     | ۰    | ۲     |
| ژاپن                | ۱۷    | ۰    | ۱۷    |
| نپال                | ۲۳    | ۰    | ۲۳    |
| نیوزیلند            | ۱     | ۰    | ۱     |
| کره جنوبی           | ۲     | ۰    | ۲     |
| اسپانیا             | ۳     | ۰    | ۳     |
| تایلند              | ۲۱    | ۱۴   | ۳۵    |
| بریتانیا            | ۲     | ۰    | ۲     |
| ایالات متحده آمریکا | ۱۱    | ۰    | ۱۱    |
| مجموع               | ۹۹    | ۱۴   | ۱۱۳   |

## عواقب بعدی
تای ایرویز بعد از آن هواپیمای همتای آن یعنی ۳۱۲ که آن هم در مسیر بین بانکوک و کاتماندو استفاده می‌شد، با دو هواپیمای ایرباس ای۳۱۰ جدید با شماره‌های ۳۱۹ و ۳۲۰ جایگزین نمود و از آن‌ها تا بازنشستگی در ۲۰۰۱ استفاده نمود و بعد از آن دو دستگاه بوئینگ ۷۷۷ جایگزین این دو شدند. همچنین اثرات هواپیما در را بین گوپته تارِپاتی قابل مشاهده است.

## مستند پیام اضطراری
در قسمت دهم فصل هفدهم برنامه پیام اضطراری مستندی دربارهٔ این حادثه با نام (هواپیمای گمشده) درست شده‌است.